# NGC 901
NGC 901 је галаксија у сазвежђу Ован која се налази на NGC листи објеката дубоког неба.
Деклинација објекта је + 26° 33' 24" а ректасцензија 2h 23m 34,0s. Привидна величина (магнитуда) објекта NGC 901 износи 14,8 а фотографска магнитуда 15,8.